# Topolino e il mistero delle collane
Topolino e il mistero delle collane (The Gleam) è una storia a fumetti della Disney realizzata da Floyd Gottfredson (soggetto e disegni), Merrill De Maris (sceneggiatura) e Bill Wright (ripasso a china), pubblicata in strisce giornaliere sui quotidiani statunitensi dal 19 gennaio al 2 maggio 1942. In Italia è apparsa per la prima volta sui numeri dal 583 al 601 di Topolino giornale, pubblicati dal 20 aprile al 24 agosto 1946.

## Trama
Topolino e Pippo indagano su misteriosi furti di gioielli realizzati da un ladro ipnotizzatore, chiamato "Lo Splendente" (The Gleam).